# El Bruc
El Bruc è un comune spagnolo situato nella comunità autonoma della Catalogna.